# Igazság és reklám
Az Igazság és reklám (Truth and Advertising) a South Park című amerikai animációs sorozat 266. része (a 19. évad 9. epizódja). Elsőként 2015. december 2-án sugározták az Egyesült Államokban. Magyarországon a magyar Comedy Central 2016. február 4-én mutatta be.
A szezonzáró három epizód egybefüggő cselekményt mesél el, ez annak a középső része. Témája továbbra is a politikai korrektség, valamint az online reklámok és azok összefüggésbe hozása a mesterséges intelligenciával.

## Cselekmény
|  | Alább a cselekmény részletei következnek! |

Kyle-t behívatják az igazgatói irodába, ahol meglepetésére Mr. Mackey várja. Közli vele, hogy PC igazgató megbolondult, mert ő és a társai éhségsztrájkba kezdtek, ráadásul Jimmy és Leslie is eltűntek. Ezalatt Jimmy felvázolja, hogy a reklámok hogy fejlődtek időről időre, míg okosabbak lettek az embereknél, és emberi formát vettek fel, Leslie pedig nem más, mint egy közülük.
A vacsoraasztalnál Randy közli a családdal, hogy el kellene költözniük South Parkból, mert nem jó itt élni. Sharon rákérdez, hogy miért gondolja teljesen másképp, mint eddig, mire közli, hogy túl drága lett az élet, és hogy kénytelen volt emiatt még egy hitelt felvenni a házra. Jimmy elmondja az újságíróknak, hogy annak ellenére, hogy csak egy reklám, vonzódni kezd Leslie iránt. Ők elmondják neki, hogy egy reklám célja pont az, hogy elbűvölje és manipulálja az embereket. Jimmy azt javasolja, hogy hozzák le a sztorit az iskolai újságban, de ők elutasítják, és arra kérik, hogy jöjjön rá, mit terveznek a reklámok.
Stan felfedezi, hogy az iskolaújság legújabb száma szerint PC igazgató elküldte Jimmyt és Leslie-t egy jutalomkirándulásra Disneylandbe. Neki és a többieknek gyanússá válik ez a dolog, főleg, hogy az újság új főszerkesztője Nathan lett. Amikor kérdőre vonják, Nathan csak félrebeszél, majd láthatóan közvetlenül kommunikál a számítógépén futó reklámokkal.
Mr. Garrison, Victoria igazgatónő és Caitlyn Jenner visszaérkeznek South Parkba, ahol megdöbbennek a város állapotán. Jimmy továbbra is sikertelenül faggatja Leslie-t, ráadásul kezdi úgy érezni, hogy beleszeret, amit a riporterek úgy summáznak, hogy "a farkával gondolkodik". Leslie elmondja Jimmynek, hogy PC igazgató a valódi ellenség, majd míg felugró reklámokkal tereli el az őket figyelő riporterek figyelmét, a segítségét kéri, hogy megszökhessen (hasonlóan, mint az Ex Machina című filmben volt látható). Stan, Kyle, Kenny, Cartman és Butters próbálják megoldani a rejtélyt, de internetes kereséseik közben a felbukkanó reklámok mindig eltérítik őket, és végül valahol teljesen máshol kötnek ki, el is felejtve, hogy mibe kezdtek eredetileg. Ez Stan és Kyle között feszültséget okoz, mert Stan kezdi azt hinni, hogy Kyle az, aki eltéríti a dolgokat. Randyt elkapja Caitlyn Jenner, majd miután észreveszik a PC-tetoválást a hátsó felén, Mr. Garrisonnal és Victoria igazgatónővel elrabolják. Miközben faggatják, elmondják neki, hogy ami South Parkban történt, az mindenütt megtörténik az országban. Városukban pedig kimondottan PC igazgató érkezésével kezdődött minden. Randy közli, hogy ha ez valóban miatta van, akkor ő maga fogja megbuktatni. Jimmy megszökteti Leslie-t, Barbrady pedig, aki nem hajlandó lelőni őket, úgy dönt, melléjük áll. Ezalatt Stan és Kyle között olyan fokú lesz a gyanakvás, hogy össze is verekednek.
Az iskolai újság szerkesztőségében Jimmy kérdőre akarja vonni Nathant, de Leslie váratlanul elárulja őt és brutálisan bántalmazza - Nathan Leslie egyik ügynöke, az újságíróknak pedig igazuk volt. Közben Randy, Mr. Garrison, Caitlyn Jenner és Victoria igazgatónő elmennek PC igazgató szövetségének házához, amelyet teljesen üresen találnak. A számítógépen ők is meglátják a képet, amin együtt szerepel Leslie-vel, amiből levonják a következtetést, hogy igazából PC igazgató is segíteni próbált. Hiába akarnak tovább nyomozni, a felugró reklámok őket is eltérítik a céljuktól. Ezalatt Leslie felkeresi Kyle-t: a segítségét és a társadalombiztosítási azonosítójának utolsó négy számjegyét kéri, majd elviszi magával.

## Fordítás
Ez a szócikk részben vagy egészben  a   Truth and Advertising című angol Wikipédia-szócikk ezen változatának fordításán alapul.  Az eredeti cikk szerkesztőit annak laptörténete sorolja fel. Ez a jelzés csupán a megfogalmazás eredetét és a szerzői jogokat jelzi, nem szolgál a cikkben szereplő információk forrásmegjelöléseként.